# Glock 34

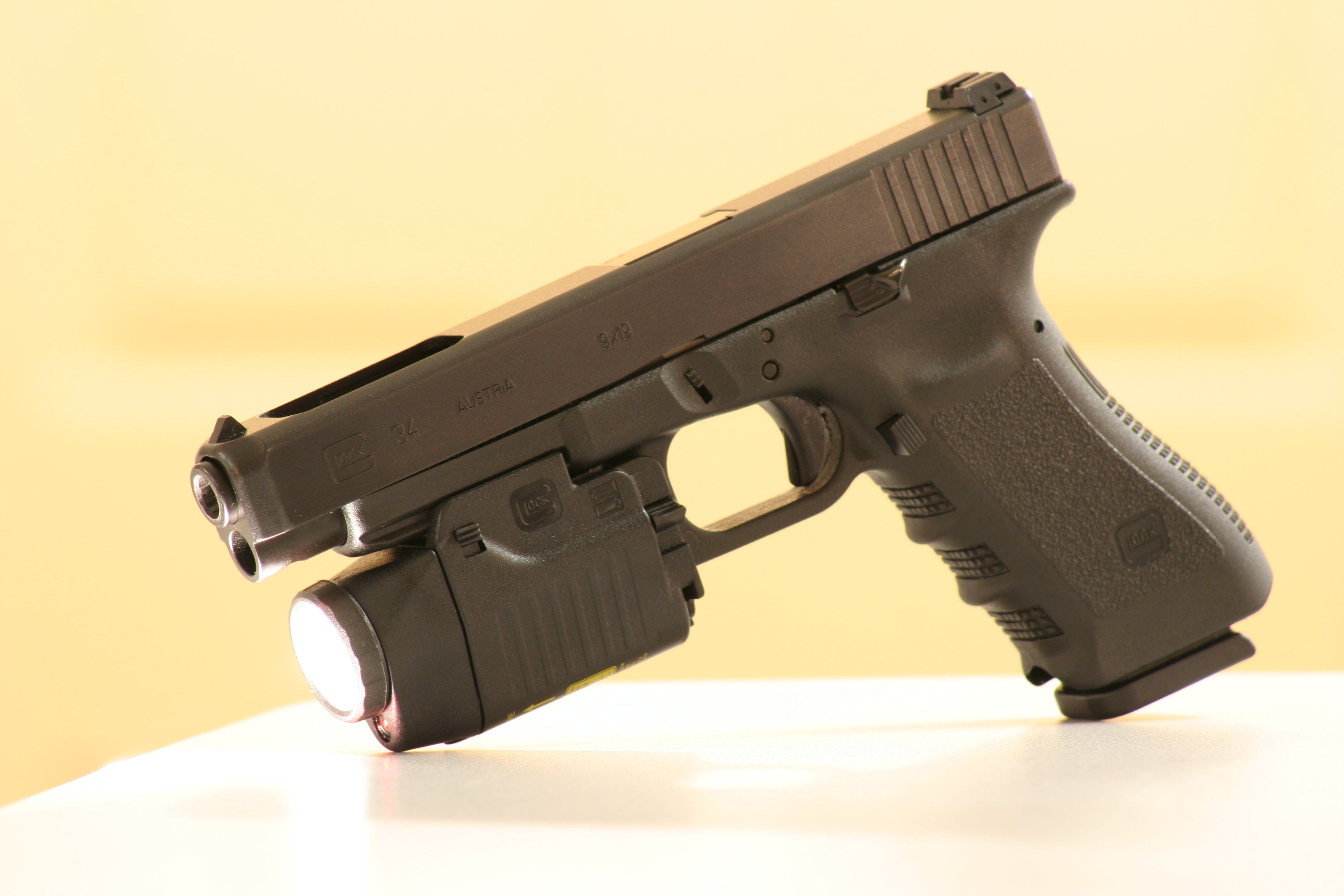
Glock 34 mit Tactical Light GTL 22

Die Glock 34 ist eine Selbstladepistole im Kaliber 9 × 19 mm. Hersteller ist die österreichische Firma GLOCK Ges.m.b.H. Sie ist weitgehend baugleich mit der Glock 17, verfügt jedoch über einen 21 mm längeren Lauf mit höherer Verschlussmasse und langer Visierlinie. Das für sportliches Schießen optimierte Abzugsgewicht beträgt 2,0 kg gegenüber der Glock 17 mit 2,5 kg.
Die Glock 34 wurde speziell auf die Anforderungen der IPSC Standard-Klasse abgestimmt und ist dort als Sportpistole weit verbreitet. Die Glock 34 wird aktuell in der neusten und überarbeiteten fünften Generation (Gen. 5) produziert.